# Ибраимов, Албек Сабирбекович
Ибраимов Албек Сабирбекович (род. 1 июня 1967, Фрунзе, Киргизская ССР, СССР) — киргизский государственный деятель, мэр города Бишкек (2016—2018).

## Биография
Албек Ибраимов родился 1 июня 1967 году в городе Фрунзе Киргизской ССР.

### Образование
Окончил среднюю школу № 58 города Фрунзе.
В 1994 году окончил Бишкекский коммерческий колледж,
В 1998 году Киргизский государственный национальный университет

### Трудовая карьера
1992—1996 гг. — Рабочий, начальник цеха ОАО «Илбирс»
1997—2001 гг. — Начальник отдела, коммерческий директор ОАО «Кыргызавтомаш»
2002—2004 гг. — Исполнительный директор ОАО «Кыргызавтомаш»
2005—2006 гг. — Советник министра промышленности, торговли и туризма Кыргызской Республики
2006—2010 гг. — Предпринимательская деятельность
2010—2011 гг. — Генеральный директор свободной экономической зоны «Бишкек»
2011—2012 гг. — Председатель правления ОАО ТНК «Дастан»
2012—2013 гг. — Заместитель руководителя аппарата Президента Кыргызской Республики
2013—2016 гг. — Председатель Правления, Председатель Совета директоров ОАО «МАМ»
27 февраля 2016 года на XXIX внеочередной сессии Бишкекского городского кенеша большинством голосов депутатов был избран мэром города Бишкек.
13 июля 2018 года на внеочередном заседании Бишкекского городского кенеша депутаты выразили Албеку Ибраимову вотум недоверия.
19 июля 2018 года премьер-министр Мухаммедкалый Абылгазиев подписал документы о выражении вотума недоверия, тем самым отправив Ибраимова в отставку.
В этот же день 19 июля 2018 года Албек Ибраимов был задержан сотрудниками Госкомитета по национальной безопасности и заключен под стражу Первомайским районным судом Бишкека. Позже был приговорён к 15-ти годам лишения свободы.

### Личная жизнь
Женат, отец шестерых детей.